# Bob Peck
Robert Peck (23. august 1945 – 4. april 1999) var en engelsk skuespiller. Han var nok bedst kendt for sin rolle som Robert Muldoon i Jurassic Park. Han medvirkede også i tv-serien Edge of Darkness. 
Han døde af kræft på alderen af 53 år.